# Specjal

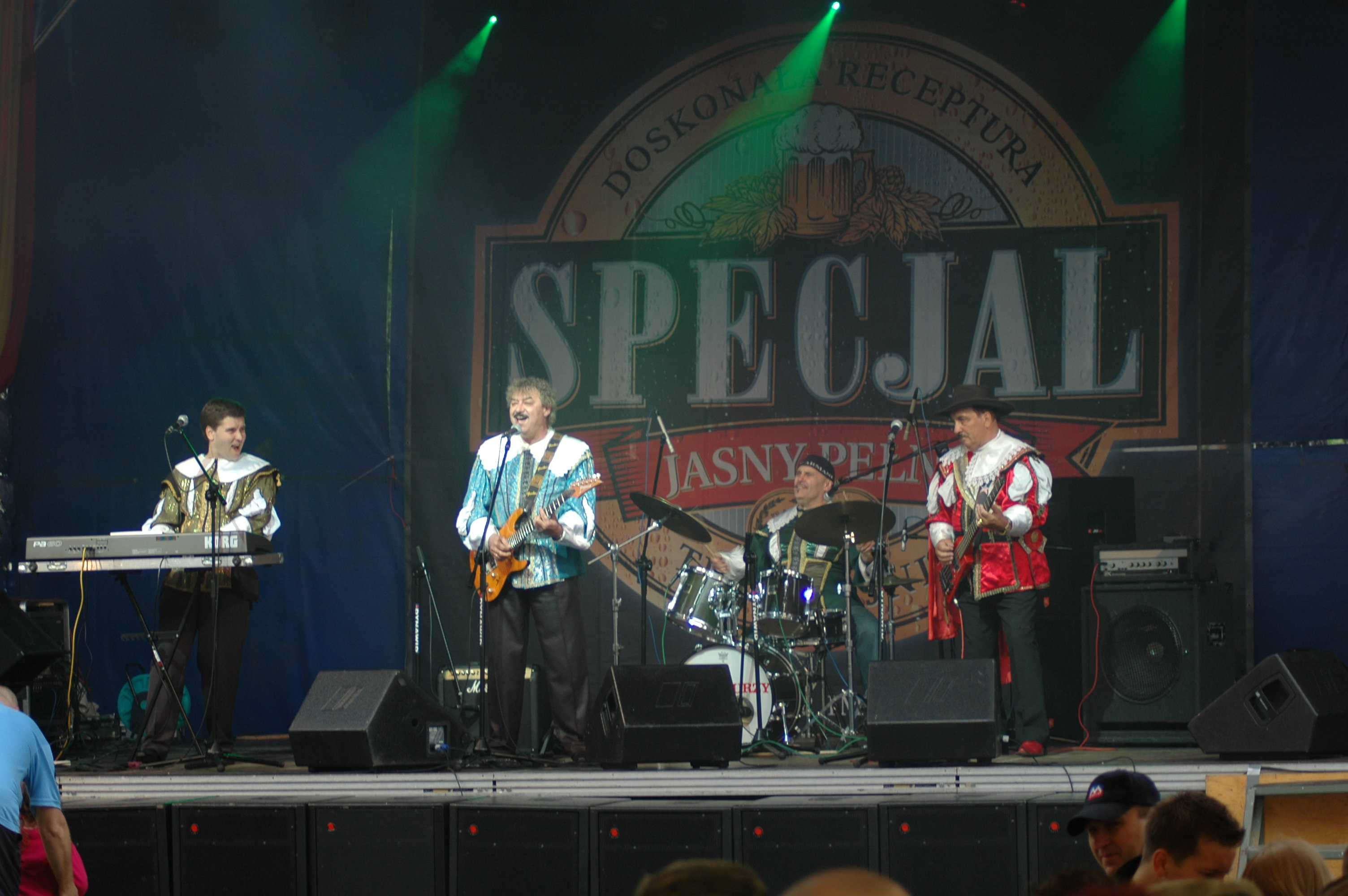
Logo

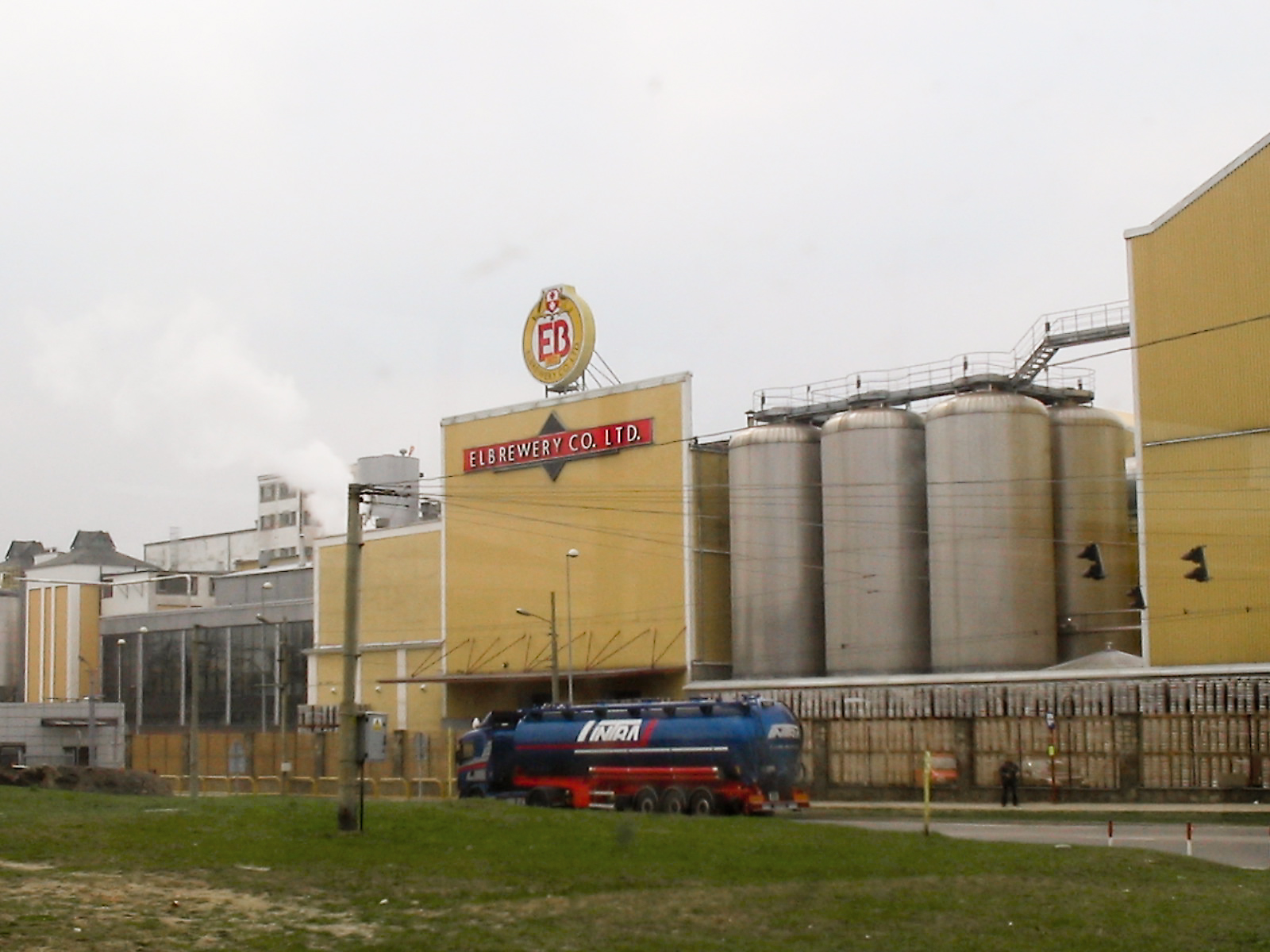
Brauerei Elbląg

Specjal ist ein helles Bier aus Polen mit einem Alkoholgehalt von 5,0 bis 6,7 % Vol. Es wird in der Brauerei Elbrewery in Elbląg gebraut, die zur Grupa Żywiec gehört, die wiederum Teil des Heineken-Konzerns ist. Die Tradition des Bierbrauens in Elbląg stammt aus dem Mittelalter. Im Logo befinden sich die Wortmarke, die von einem schäumenden Bierkrug bzw. dem Wappen von Elbląg gekrönt wird.